# Suhpalacsa subtrahens
Suhpalacsa subtrahens là một loài côn trùng trong họ Ascalaphidae thuộc bộ Neuroptera. Loài này được Walker miêu tả năm 1853.